# تجربة رذرفورد
تجربة رذرفورد أو تجربه رقاقة الذهب أو تجربة جيجر ومارسيديان، كانت سلسلة من التجارب تمكن من خلالها العلماء من اكتشاف أن كل ذرة تحتوي على نواة تتركز فيها الشحنة الموجبة ومعظم كتلتها. اعتمدت التجربة على تسليط أشعة جسيمات ألفا على رقاقة ذهب، فلاحظ أن بعض الأشعة ينعكس والآخر ينحرف، ومعظمها ينفذ، ودل ذلك على وجود بعض المساحات الفارغة في جسم الذرة، وأيضًا دل على وجود جسيمات تحمل نفس شحنة الأشعة، وهناك جسيمات تحمل شحنة مختلفة عن شحنة الأشعة.
أجريت التجارب بين عامي 1908 و1913 من قبل هانز غايغر وإرنست مارسدن تحت إشراف إرنست رذرفورد في مختبرات الفيزياء في جامعة مانشستر.

## تركيب الجهاز
1- أنبوبة من الرصاص بها قطعة من عنصر مشع مثل الراديوم المشع، الذي تنبعث منهُ جسيمات ألفا.
2- ألواح معدنية من الرصاص توضع بشكل متوازي أمام مصدر إشعاع الراديوم للحصول على خط شعاع مستقيم من جسيمات ألفا، ولضمان عدم تسرب الأشعة.
3- لوحة معدنية على هيئة دائرة غير مكتملة مغطاة بطبقة من كبريتيد الخارصين الذي يعطي وميضاً عند اصطدام جسيمات ألفا به.
4- صفيحة رقيقة من الذهب سمكها حوالي 0.0001 سم.

## خطوات تجربة رذرفورد
1- جعل رذرفورد جسيمات ألفا تصطدم باللوحة المعدنية المغطاة بكبريتيد الخارصين أو ما يسمى بـ(كبريتيد الزنگ) "ZnS"، وذلك لتحديد مكان وعدد جسيمات ألفا المصطدمة باللوحة المعدنية، وذلك من الومضات التي ظهرت عليها.
2- وضع صفيحة رقيقة جداً من الذهب بحيث تعترض مسار الأشعة قبل اصطدامها باللوحة المعدنية.
المشاهدة
شاهد رذرفورد أن
- معظم جسيمات ألفا نفذت دون أن تعاني أي انحراف، ونسبة قليلة جداً من جسيمات ألفا لم تنفذ من صفيحة الذهب وارتدت عكس مسارها، ووجد أن نسبة ضئيلة جداً من جسيمات ألفا نفذت خلال صفيحة الذهب ثم انحرفت عن مسارها.
اختار رذرفورد الذهب في تجربته لان الذهب من أكثر العناصر قابلية للطرق، فيمكن تقطيعة لشرائح رقيقة جدا، وهذا يفي بغرض التجربة لانه أراد شريحة رقيقة كفاية لدراسة اختراق جسيمات ألفا من عدمها.

## الاستنتاج
استنتج رذرفورد أن:

شكل يوضح الفرق بين نموذجي طومسون ورذرفورد.

معظم حجم الذرة فراغ، وأنه يوجد بالذرة جزء ذو كثافة عالية ويشغل حيزاً صغيراً جداً وتتركز فيه كتلة الذرة وهو الجزء الذي انعكس عن مساره، وأن نفاذ الأشعة يعني أن معظم حجم الذرة فراغ وانحراف الأشعة يعني أنها اقتربت من جسم مشحون بشحنة مشابهة (موجبة) لذلك تنافرت معها، أي أن شحنة النواة موجبة.

## تركيب الذرة (نموذج رذرفورد)
من التجربة السابقة اقترح رذرفورد نموذجاً جديداً لتركيب الذرة والذي يشير إلى أن الذرة تتكون من نواة صغيرة جداً في الحجم بالنسبة لحجم الذرة وتتركز فيها معظم كتلة الذرة كما ان لها شحنة موجبة محاطة بإلكترونات ضئيلة الكتلة، حيث عند حساب كتلة الذرة فيمكن إهمال كتلة الإلكترونات ولا يمكن إهمال شحنتها السالبة والتي تعادل شحنة النواة الموجبة.